# Вэй, Маша
Мари́я Оле́говна Высотина (род. 3 декабря 1992, Тамбов, Россия), более известная как Ма́ша Вэй или Мари́я Вэй — российский видеоблогер, телеведущая и актриса. Маша стала кумиром подростков 2010-х годов наравне с такими видеоблогерами как Ивангай и Катя Клэп.

## Биография
Родилась 3 декабря 1992 года в Тамбове.
Начала вести видеоблог на YouTube в 2012 году (канал MWaytv зарегистрирован 3 апреля 2012 года). В самом первом видео, которое выложила, объясняла, как правильно приклеивать накладные ресницы.
В 2014 году в компании других самых популярных блогеров русскоязычного сегмента YouTube появилась на обложке ноябрьского номера российской версии журнала Elle Girl.
По состоянию на начало 2015 года на её YouTube-канал было подписано около 1 миллиона человек, по состоянию на середину мая того же года 1,6 миллиона.
В начале июня 2015 года Маша Вэй была отмечена вручаемой на фестивале «Видфест» премией «Лайк» в номинации «Лайк за бьюти».
Работала моделью в различных рекламных кампаниях бьюти-продуктов (косметики).
В феврале 2016 года оказалась (вместе с Соней Есьман, TheBrianMaps и Катей Клэп) среди четырёх номинантов на премию Nickelodeon Kids’ Choice Award в номинации «Любимый российский видеоблогер», но на мартовской церемонии приз ушёл Соне Есьман.
Кроме того, в том же 2016 году YouTube включил Машу Вэй в свой приуроченный к 8 марта список самых влиятельных девушек-блогеров в России. Маша была в этом списке на 3-м месте — после Кати Клэп и Эстонианны и перед Агнией Огонёк и Мари Сенн. Lenta.ru тогда писала:
Третье место YouTube отдал Марии Вэй (Керимовой), хотя аудитория у нее больше, чем у Estonianna. Вэй завела блог в 2012 году, и сегодня на ее канал подписаны 2,5 миллиона пользователей. Мария убеждена, что «красота — наше главное оружие». Она регулярно рассказывает подписчицам, как празднично украсить ресницы или как с помощью макияжа превратиться в героиню «Игры престолов».«Сколько зарабатывают самые популярные девушки российского YouTube» — Lenta.ru, 5 марта 2016 года
Вскоре Маша появилась (на этот раз одна) на обложке апрельского номера журнала Elle Girl (вышел в продажу 18 марта).
По состоянию на начало апреля 2016 года у канала было более 2 миллионов подписчиков и более 169 миллионов просмотров. (Согласно вышеупомянутой «Ленте.ру», уже в начале марта было 2,5 миллиона подписчиков.) Темы канала: косметика, уход за кожей
22 сентября 2016 года на экраны кинотеатров вышел фильм ужасов «Дизлайк», в котором Маша сыграла главную роль. Как она рассказывала, режиссёр фильма Павел Руминов связался с ней после того, как увидел один из её видеороликов в Интернете:
«Режиссер Павел Руминов написал мне на почту почти год назад. Он увидел какое-то из моих видео, по-моему, «Как делать селфи». И написал мне: я режиссер и так далее, увидел тебя… Я решила, что это маньяк какой-то, и добавила это письмо в спам. Подумала: «Господи, какой ужас, что только люди не придумывают?!» Потом он написал еще раз. И я думаю: «Ладно, надо посмотреть, может, действительно есть такой режиссер». И нашла его фильм, который мне очень понравился. Называется «Я буду рядом» – он за него получал призы – классный фильм, грустный, правда. После того как посмотрела этот фильм, я была в шоке… И я ответила ему, мы встретились и просто пообщались. Вот так вот и пришло к самому фильму. »«Новый номер Elle Girl с Машей Вэй в продаже с 18 марта — ElleGirl.ru, 18 апреля 2016 года»
Оценки фильма критиками и блогерами были негативными, но тем не менее любители кино его живо обсуждали. Поскольку фильм широко демонстрировался в кинотеатрах, то принёс Маше ещё большую популярность.
Кроме того, ещё раньше Маша поработала ведущей на телеканале СТС Love.
Летом 2017 года вошла (вместе с Сашей Спилберг, Катей Клэп, Юрием Дудем и Максом +100500 и другими) в новосозданный совет блогеров при Государственной думе Российской Федерации.
С 2019 года прекратила выпуск видео на YouTube.

## Фильмография
- 2014: «Губка Боб в 3D» (русский дубляж)
- 2016: «Дизлайк»
- 2017: «Новогодний переполох»
- 2018: «Стиль за 90 секунд» (телешоу, ТНТ)

## Премии и номинации
| Год  | Премия                          | Номинация                      | Результат | Ист.   |
| ---- | ------------------------------- | ------------------------------ | --------- | ------ |
| 2015 | Видфест («Лайк 2015»)           | Лайк за бьюти                  | Победа    | [ 12 ] |
| 2016 | Nickelodeon Kids’ Choice Awards | Любимый российский видеоблогер | Номинация | [ 14 ] |